# Nili (Schiff)
Die Nili war ein 1965 in Dienst gestelltes Fährschiff der israelischen Reederei Nili-Somerfin Car Ferries. Sie wurde unter diesem Namen mit Unterbrechung bis 1975 sowohl im Liniendienst zwischen Israel, Griechenland, Italien und Frankreich als auch im Charterbetrieb für andere Reedereien eingesetzt. Anschließend fuhr sie als Arion unter griechischer Flagge. Am 20. Dezember 1981 wurde das Schiff bei einem Bombenanschlag schwer beschädigt und 1984 in Barcelona abgewrackt.

## Geschichte
Die Nili entstand unter der Baunummer 825 in der Werft der Fairfield Shipbuilders in Glasgow und lief am 11. August 1964 vom Stapel. Nach der Ablieferung an Nili-Somerfin Car Ferries im Mai 1965 nahm das Schiff am 16. Mai 1965 in Charter der Finnlines den Fährdienst zwischen Helsinki und Travemünde auf.
Im Mai 1965 unternahm die Nili zwei Kreuzfahrten im Mittelmeer, die der Reederei jedoch Verluste einbrachten. Im November 1965 wurde das Schiff in Marseille aufgelegt und schließlich im Dezember 1965 für Kreuzfahrten zwischen Miami und Nassau an die Pan American Cruise Lines und ab September 1966 an die Arison Shipping Company verchartert. Finanzielle Schwierigkeiten des Besitzers führten im November 1966 zur Einstellung des Kreuzfahrtdienstes und zur vorübergehenden Beschlagnahmung der Fähre.
Im Januar 1967 ging die Nili in den Besitz der Reederei Kavim Hevrat Oniyat in Haifa über und war anschließend unter dem Namen Jamaica Queen in Charter der Continental Cruise Lines wieder für Karibikkreuzfahrten im Einsatz. Nach zwei Jahren wurde das Schiff 1969 abermals verkauft, wieder in Nili umbenannt und anschließend von der ebenfalls in Haifa ansässigen Weston Shipping Company im Fährdienst zwischen Israel, Griechenland, Italien und Frankreich in Dienst gestellt.
1975 ging die Nili in den Besitz der in Mytilene ansässigen Maritime Company Of Lesvos (später als NEL Lines bekannt) über und erhielt den Namen Arion. Sie blieb weiterhin im Liniendienst zwischen den vier Ländern. Am 20. Dezember 1981 detonierte im Fahrzeugdeck der mit 250 Passagieren besetzten Fähre kurz vor dem Erreichen von Haifa eine Bombe. Eine Person kam hierbei ums Leben, vier weitere erlitten Verletzungen. Das Schiff wurde durch einen aus der Explosion resultierenden Brand schwer beschädigt und außerhalb des Hafens auf Grund gesetzt, um einen möglichen Untergang zu vermeiden. Es wurde ein terroristischer Hintergrund für den Anschlag vermutet, der Täter oder mögliche Auftraggeber blieben unbekannt.
Über ein Jahr nach dem Unglück erfolgte die Bergung der Arion, die jedoch als Totalschaden nicht wieder in Fahrt kam, sondern stattdessen in Piräus auflag. Nach über einem Jahr Aufliegezeit traf sie am 21. Juni 1984 zum Abbruch bei Villanueva Y Geltru in Barcelona ein.